# Китаибараки
Кита́ибараки (яп. 北茨城市 Китаибараки-си) — город в Японии, находящийся в префектуре Ибараки. Площадь города составляет 186,55 км², население — 44 271 человек (1 августа 2014), плотность населения — 237,31 чел./км².

## Географическое положение
Город расположен на острове Хонсю в префектуре Ибараки региона Канто. С ним граничат города Такахаги, Иваки, посёлок Ханава и село Самегава.

## Население
Население города составляет 44 271 человек (1 августа 2014), а плотность — 237,31 чел./км². Изменение численности населения с 1980 по 2005 годы:
| 1980 | 47 670 чел. |  |
| 1985 | 51 035 чел. |  |
| 1990 | 51 093 чел. |  |
| 1995 | 52 074 чел. |  |
| 2000 | 51 593 чел. |  |
| 2005 | 49 645 чел. |  |

## Символика
Деревом города считается сосна, цветком — Hymenanthes, птицей — сизая чайка.